# 中元古代
中元古代（英語：Mesoproterozoic，符号MP）是地质时代中的一个代，开始于同位素年龄16亿年（1600Ma），结束于10亿年前（1000Ma）。
中元古代期间蓝藻、红藻、绿藻发育，出现大型宏观藻类。
中元古代属于前寒武纪元古宙，上一个代是古元古代，下一个代是新元古代。中元古代包括了狭带纪、延展纪、盖层纪。

## 外部連結
- 中元古代（页面存档备份，存于）